# St. Kunigund (Reuth)

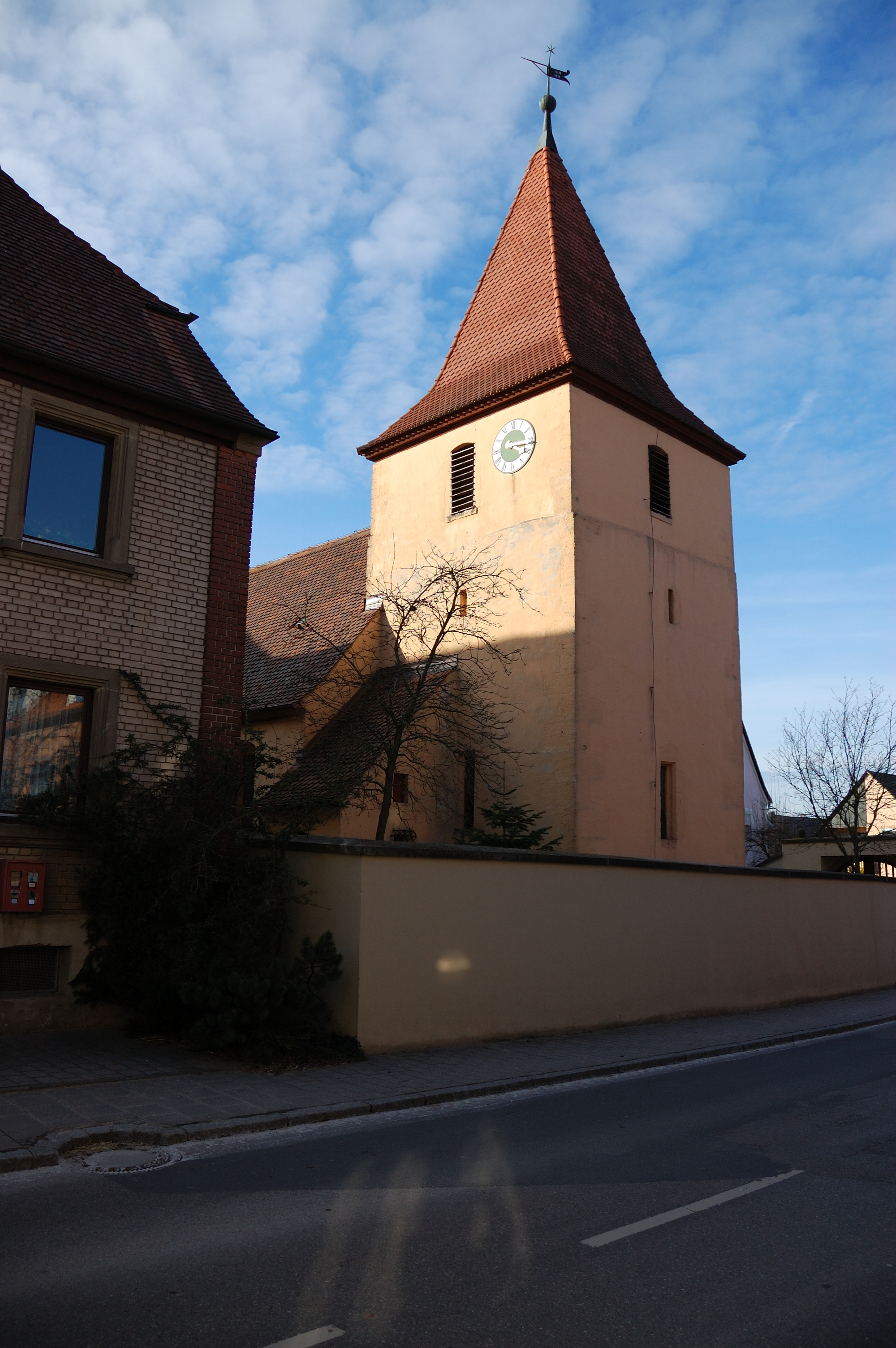
St. Kunigund, Südseite

St. Kunigund ist eine nach der Heiligen Kunigunde von Luxemburg benannte Kirche der evangelisch-lutherischen Gemeinde Reuth. Sie ist eine Filialkirche der St.-Nikolai-Gemeinde Neuendettelsau. Die Kirchweih wird jährlich am dritten Septembersonntag gefeiert. Mit derzeit 70 Gemeindemitgliedern ist St. Kunigund die kleinste Kirchengemeinde des Dekanats Windsbach.

## Geschichte

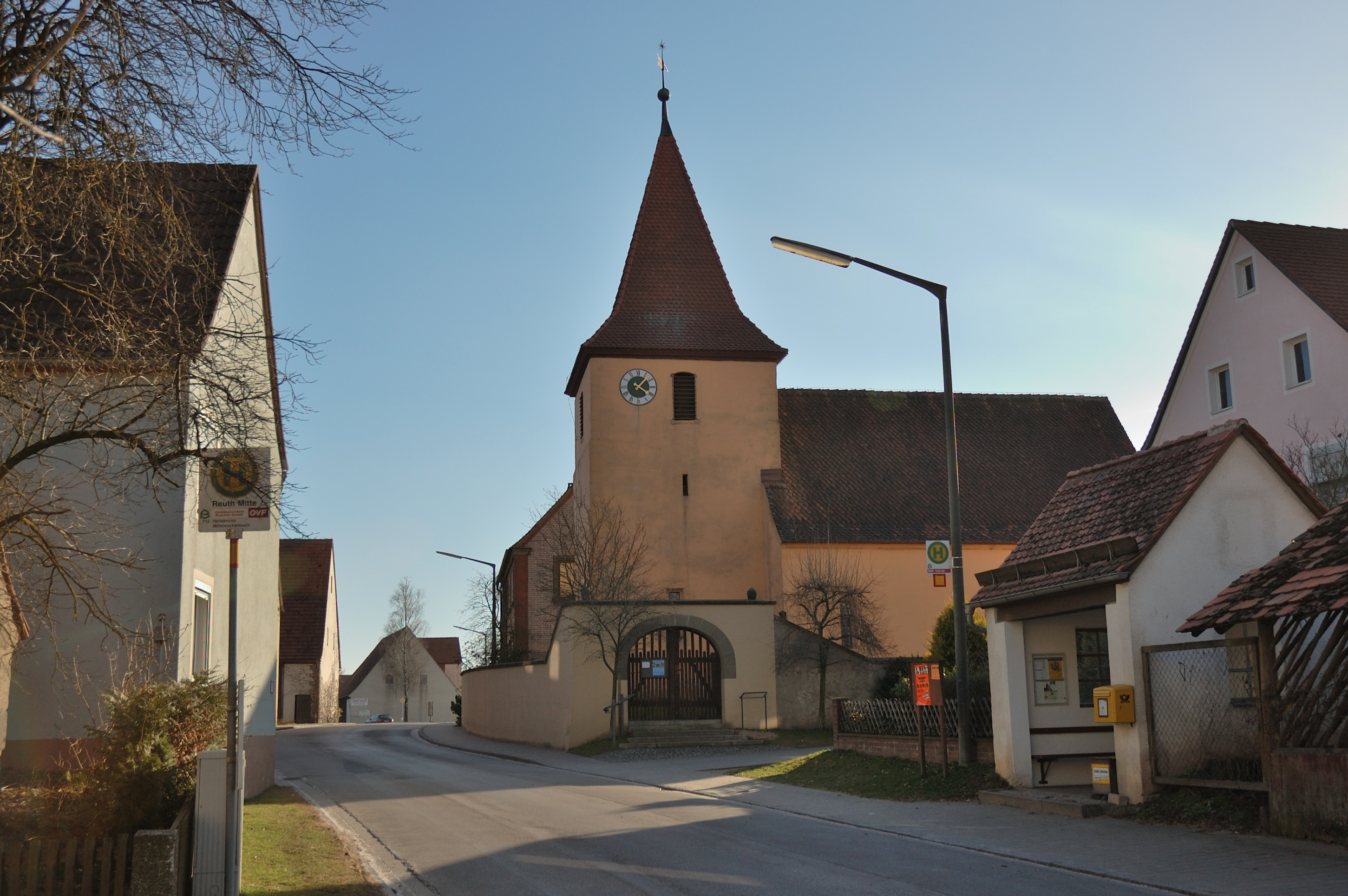
St. Kunigund, Nordseite

Ursprünglich waren die Bewohner von Reuth mit den umliegenden Dörfern nach St. Maria gepfarrt. Da der Weg dorthin sehr weit war, beantragte man den Bau eigener Kapellen, in denen Gottesdienste gefeiert werden konnten. Dem wurde für Reuth 1453 stattgegeben. Im selben Jahr wurde die Kirche unter den Patrozinien der Heiligen Kunigunde (Gattin Königs Heinrich II.), der Jungfrau und Gottesmutter Maria und Johannes des Täufers errichtet.
1473 beantragte Reuth mit den umliegenden Dörfern bei Petrus Wegel, dem 23. Abt des Heilsbronner Klosters, die gänzliche Lostrennung von der Mutterkirche und die Gründung einer eigenen Pfarrei. Dem gab der Abt auch statt, jedoch mit folgender Auflage: „Der Pfarrer zu Haslach empfängt alljährlich 6 Sra. Korn als Entschädigung von den Ausgeschiedenen und verpflichtet sich dagegen, ferner keine Forderung weder an das Kloster, noch an die Ausgeschiedenen zu machen (…).“
Auch von Bischof Rudolf II. von Würzburg wurde dies genehmigt, er verfügte aber außerdem: „Das Patronat der neuerrichteten Pfarrei steht dem Kloster Heilsbronn zu. Der von diesem zum Pfarrer ernannte J. Baldrauß wird hiermit bestätigt, aber zugleich verpflichtet, der Mutterkirche Haslach alle Ehre zu erweisen, alljährlich an der Kirchweih, Sonntag vor St. Jakob, mit seinen Parochianen mit Fahnen und Reliquien in Prozession nach Großhaslach zu ziehen, dort dem Meßgottesdienst beizuwohnen, (…).“
Für ca. 70 Jahre war Reuth eine Pfarrei, zu der auch ein Pfarrgut und ein Mesnerhaus gehörten. Seit 1545 gab es allerdings vor allem aus finanziellen Gründen keinen eigenen Pfarrer in Reuth. St. Kunigund wurde Filiale von St. Michael. Mosbach und Neuses kamen zunächst auch nach St. Michael, hielten sich dann ab 1603 zur Kirche in Windsbach.
Im Dreißigjährigen Krieg wurde die Kirche teilweise zerstört, erst 1663 begann man mit der Wiederherstellung. 1767 wurde der Turm erhöht und das Langhausdach niedriger gelegt, 1795 die Kirchhofmauer abgetragen und erneuert. Im Jahr 1848 wurde auf Anregung Wilhelm Löhes St. Kunigund von Weißenbronn nach Neuendettelsau umgepfarrt.
In den Jahren 1970 und 2008/09 wurde der Innenraum der Kirche St. Kunigund nahezu vollständig saniert.

## Baubeschreibung
Im Friedhof gelegener, aus Bruchstein- mit Ecksteinquadern aufgeführter gotischer, barock veränderter Bau, bestehend aus Chorturm und Saalbau. Chor über quadratischem Grundriss mit Kreuzgratgewölbe über rund abschließenden Konsolen; hochrechteckige eingekehlte Fenster; Stichbogenzugang zur nördlich anschließenden Sakristei; gegen den Saalbau profilierte Spitzbogenöffnung mit Kehle-Wulst-Profil. Flach gedeckter Saal mit drei Stichbogenfenstern an der Südseite, an der Westseite Rund- und Stichbogenfenster, an der Nordseite Spitzbogenportal mit Kehle-Wulstprofil und eingekehltes, hochrechteckiges Fenster. An der Südseite des Chores und an den Stirnseiten des Saales Piscinae. Holzemporeneinbauten an der Nord- und Westseite. Satteldach. Im Turmobergeschoss schmale Schießscharten; etwas eingezogenes barockes Glockengeschoss mit stichbogigen Schallöffnungen und vierseitigem Pyramidendach.
Altar: Auf mittelalterlicher Steinmensa spätgotischer Altarschrein von 1515 vom weitgehend unbekannten Martin Fesele; im Schrein mit Maßwerk und Gesprenge moderner Kruzifix, bei geöffneten Flügeln links Taufe Christi in Landschaft, rechts Enthauptung Johannes des Täufers, jeweils mit gemaltem Schnitzwerk; bei geschlossenem Altar auf den beweglichen Flügeln links Johannes der Täufer, rechts die heilige Kunigunde, bezeichnet M. F. 1515; auf den Standflügeln links der heilige Georg, rechts die heilige Barbara, jeweils unter Girlanden; Predella mit Laubwerk und gegenständigen delphinartigen Tieren.

## Glocken
Die Kirche hatte ursprünglich ein Geläut bestehend aus zwei Glocken. Die d’’-Glocke wurde 1884 gegossen, die f’’-Glocke 1738. Die letztere war aus der Nürnberger Gießerei Viktor Herold. Im Zuge der Renovierungsarbeiten des Jahres 1970 wurde die Erweiterung des Geläuts auf drei Glocken erwogen. Da die d’’-Glocke aber im Klang unrein war, wurde dieser Plan verworfen. Im Kirchenvorstand entschied man sich für die Anschaffung vier neuer Glocken, die teilweise durch den Verkauf der d’’-Glocke finanziert werden sollte. Am 17. September 1971 wurden die vier Glocken bei der Firma Rudolf Perner in Passau gegossen. Im Gegensatz zur f’’-Glocke hatten die neuen Glocken Bildnisse und Inschriften:
- des’’-Glocke (Bild: St. Kunigund; Inschrift: „St. Kunigund heiße ich; zu Gottes Ehr läute ich.“)
- es’’-Glocke (Bild: Madonna mit Kind; Inschrift: „Meine Seele erhebt den Herrn; mein Geist freut sich Gottes, meines Heilandes.“ Lk 1,46 LUT)
- as’’-Glocke (Bild: Johannes der Täufer; Inschrift: „Johannes der Täufer werd ich genannt; den Ruf Gottes trag ich ins Land.“)
- b’’-Glocke (Bild: Engel; Inschrift: „Siehe, ich verkündige Euch große Freude.“ Lk 2,10 LUT)[6]

## Pfarrer
Folgende Pfarrer der Kirchengemeinde sind bekannt:
- 1473–???? Johann Baldrauß
- ????–1504 Engelhard Heymann
- 1504–15?? Hermann Molitor
- 1521–1530 Thomas Meyr
- 15??–1545 Johann Beheim